# Междузвездни войни: Епизод VI – Завръщането на джедаите
„Междузвездни войни: Епизод VI - Завръщането на джедая“ (на английски: Return of the Jedi) е шестият по хронологичен ред и последен епизод от оригиналната поредица „Междузвездни войни“, но излиза трети поред, след „Империята отвръща на удара“. На 18 декември 2015 г. излиза и продължението му „Междузвездни войни: Епизод VII - Силата се пробужда“.

## Сюжет
Внимание:  Текстът по-долу разкрива сюжета на произведението (или части от него)!
| „          | Преди много години в една далечна галактика... Люк Скайуокър се завръща на родната си планета Татуин, за да спаси приятеля си Хан Соло от лапите на Джаба Хътянина. Той не знае, че Империята тайно изгражда нова бойна станция. Новата „Звезда на смъртта“ ще бъде по-мощна от първата. Нейното завършване ще е фатално за бунтовниците, които се борят за справедливост и свобода в галактиката... | “ |
| Встъпление | |   |

## Актьорски състав
| Актьор | Роля |
| --- | --- |
| Марк Хамил | Люк Скайуокър – майстор джедай |
| Кари Фишър | Лея Органа – член на Галактическия сенат, един от бунтовническите лидери                                                                           |
| Харисън Форд | Хан Соло – контрабандист, един от бунтовническите лидери, собственик на „Хилядолетния сокол“                                                       |
| Били Дий Уилямс | Ландо Калризиан – бивш администратор на Облачния град на планетата Беспин, бивш собственик на „Хилядолетния сокол“, един от бунтовническите лидери |
| Питър Мейхю | Чубака – извънземно от планетата Кашуик, главен съдружник на Хан Соло                                                                              |
| Алек Гинес | Оби-Уан Кеноби – майстор джедай, който се превръща в дух на Светлата страна на Силата                                                              |
| Антъни Даниълс | C-3PO – дипломатически протоколен дроид |
| Кени Бейкър | R2-D2 – дроид астромеханик Паплу – еуока от спътника на планетата Ендор                                                                            |
| Дейвид Проуз (герой) Джеймс Ърл Джоунс (гласът на този герой) Себастиан Шоу (герой след свалянето на маската на Вейдър) | Дарт Вейдър – черен лорд на ситите, главен съюзник на император Палпатин                                                                           |
| Иън Макдърмид | император Палпатин |
| Франк Оз (гласът на този герой)                                                                                         | Великият майстор Йода – най-могъщият джедай |
| Тоби Филпот Дейвид Барклай Майк Едмондс (контрол на фигурата на героя) Лари Уорд (гласът на този герой)                 | Джаба Хътянина – извънземно, най-мощният престъпен бос на планетата Татуин                                                                         |
| Себастиан Шоу | Анакин Скайуокър – майстор джедай, който се превръща в дух на Светлата страна на Силата (първоначална версия)                                      |
| Хейдън Кристенсен | Анакин Скайуокър – майстор джедай, който се превръща в дух на Светлата страна на Силата (редактирана версия)                                       |
| Дени Лосън | Въйдж Антил – пилот от бунтовниците |
| Джеръми Булох | Боба Фет – платен убиец и ловец на глави |
| Кенет Коли | Фирмус Пиет – адмирал от Империята |
| Майкъл Пенингтън | Тиан Джержерод – моф на Империята и командир на втората Звезда на смъртта                                                                          |
| Уоруик Дейвис | Уикет – еуока от спътника на планетата Ендор |
| Каролайн Блакистън | Мон Мотма – член на Галактическия сенат, един от бунтовническите лидери                                                                            |
| Майкъл Картър (герой) Ерик Бауерсфелд (гласът на този герой)                                                            | Биб Фортуна – помощникът на Джаба |
| Феми Тейлър | робиня на Джаба |
| Клер Дейвънпорт | робиня на Джаба |
| Майкъл Картър (герой) Ерик Бауерсфелд (гласът на този герой)                                                            | Адмирал Акбар – един от бунтовническите лидери |

## Български дублажи

### NOVA Broadcasting Group(2017)
| Озвучаващи артисти  | Даниела Йорданова Димитър Иванчев Стефан Сърчаджиев-Съра Николай Николов Христо Узунов |
| Преводач            | Ирина Ценкова                                                                          |
| Тонрежисьор         | Цветомир Цветков                                                                       |
| Режисьор на дублажа | Димитър Кръстев                                                                        |

### Александра Аудио(2018)
| Роля                       | Изпълнител         |
| -------------------------- | ------------------ |
| Люк Скайуокър              | Мартин Герасков    |
| Хан Соло                   | Петър Бонев        |
| Палпатин                   | Любомир Младенов   |
| Лея                        | Симона Нанова      |
| Мон Мотма                  | Надежда Панайотова |
| Пиет                       | Владимир Зомбори   |
| Оби-Уан                    | Веселин Калановски |
| Трипио                     | Георги Стоянов     |
| Джерджеръд Биб Акбар Мадин | Явор Караиванов    |
| Ландо                      | Момчил Степанов    |
| Дарт Вейдър                | Георги Тодоров     |
| Йода                       | Петър Калчев       |
| Уедж                       | Христо Димитров    |

| Изпълнителен продуцент | Васил Новаков  |
| Преводач               | Христо Христов |
| Тонрежисьор            | Ангел Топорчев |
| Режисьор на дублажа    | Петър Върбанов |